# エメフィール

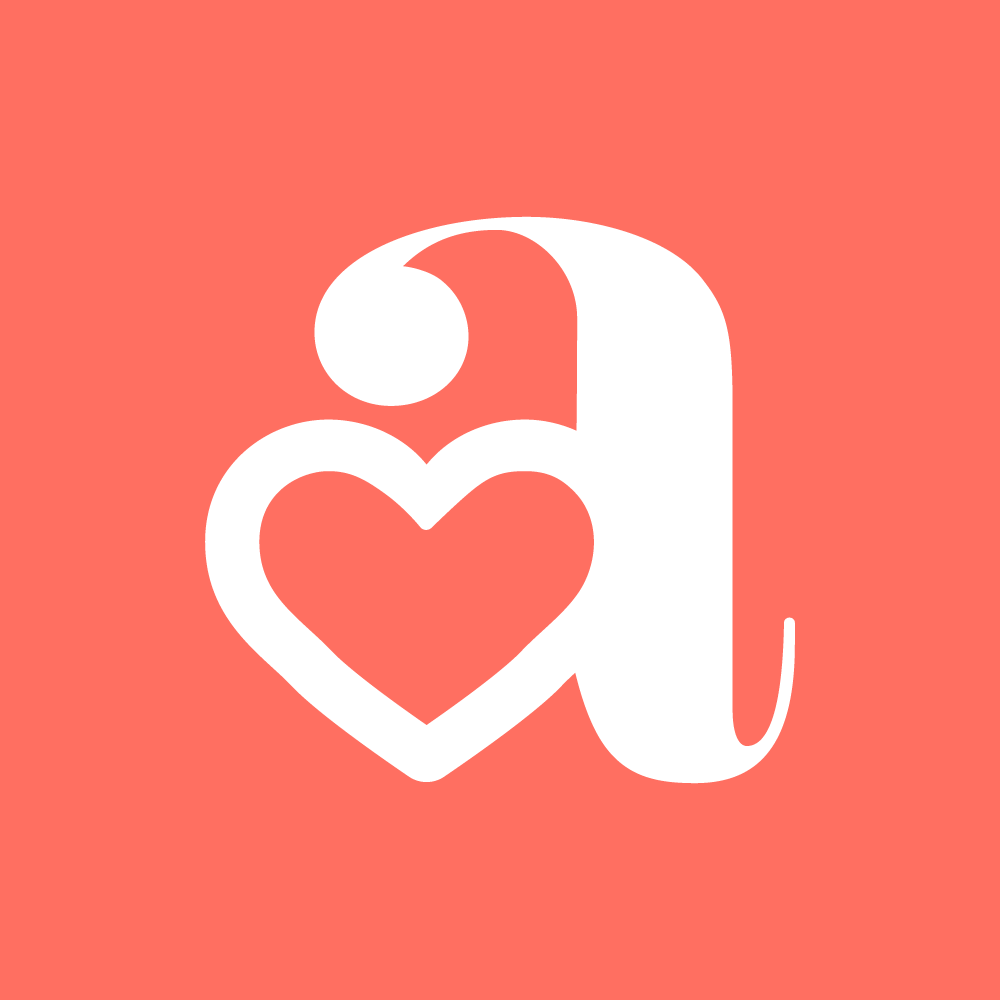
エメフィール(aimerfeel)ブランドロゴ

エメフィール(aimerfeel)は、日本の兵庫県神戸市に本社を置くソックコウベ株式会社が展開する下着ブランドである。女性用下着・ルームウェアを中心に販売しており、一部、男性用・子供用の取り扱いもある。

## 概説
本社は六甲アイランドの兵庫県神戸市東灘区向洋町中6-9神戸ファッションマート5階にあるソックコウベ株式会社。「aimerfeel」というブランド名は、「愛を感じる」を組み合わせた造語で、愛に満ちた、感性豊かな女性にふさわしい魅力的なランジェリーという思いが込められている。
販売商品は女性用下着のインナーウェア、ルームウェア・パジャマなどの衣類。販売商品は自社で企画・デザインを行っている。自社にて製造から販売を一貫して管理している。女性をメインターゲットに大型ショッピングセンター内を中心とした直営販売店（SPA = 製造小売業）を日本全国に展開している。また、韓国・中国・台湾などの海外にも実店舗を展開。自社で運営する通信販売サイトに加え、各インターネットショッピングモールでの通信販売も行っている。

## ブランドロゴ
2022年2月1日 ブランドロゴをリニューアル。デザインは社内公募制にて決定した。

## マスコットキャラクター
おしゃれPanther (パンサー) ランジーちゃん
ピンクの毛色に黒模様のパンサー。おでこのハート模様とぽっこりおなかが特徴。性別は女性。誕生日は2月28日生まれ。職業はOL。性格はメイクのせいでキツそうに見えるが実はお人よしで涙もろい。セクシーな大人の女性になる為幼児体型を隠すべく色々な下着を研究しており、女子力が高く流行のダイエットはいち早く試す。下着にはこだわりのあるランジェリーマニアで、体型にあった的確な下着を教えてくれる自称ランジェリーアドバイザー。
「LINE」で利用できるLINEスタンプで、LINEクリエイターズスタンプの「うるせぇトリ」とのコラボレーションスタンプの配布もしていた。

## コラボ
2021年12月23日 錦戸亮と赤西仁による共同YouTubeチャンネル「NO GOOD TV」とのコラボ企画 